# Jozef Hoevenaar
Josephus (Jozef) Hoevenaar (Utrecht, 30 september 1840 - aldaar, 31 juli 1926) was een Nederlandse schilder, tekenaar, aquarellist, etser en lithograaf.

## Leven en werk

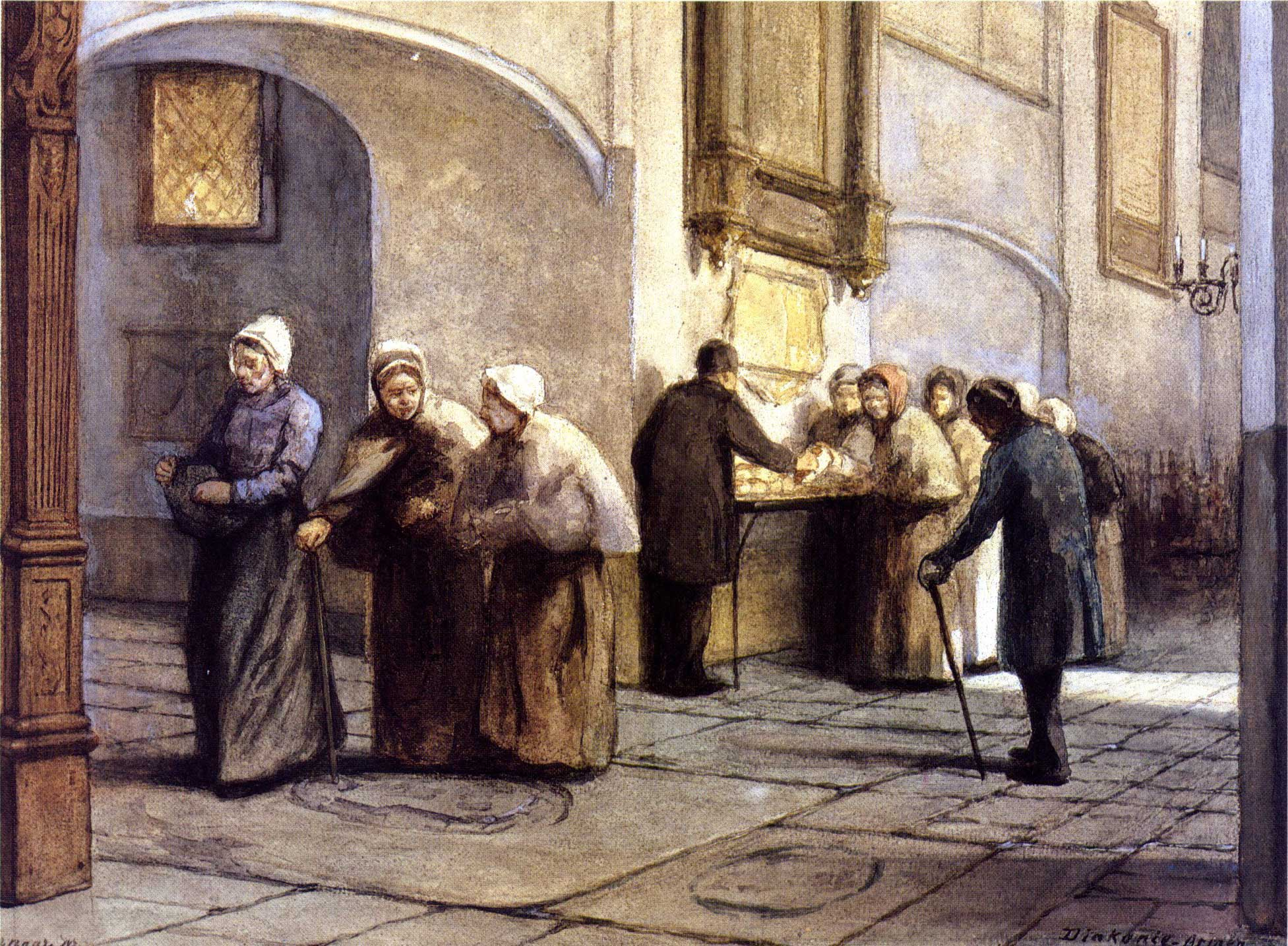
Uitdeling aan de diakoniearmen in de Utrechtse Buurkerk door Jozef Hoevenaar (1880)

Hoevenaar werd in 1840 in Utrecht geboren als zoon van de kunstschilder Willem Pieter Hoevenaar en van Wendelina van der Sluijs. Hij behoorde tot een geslacht van schilders en tekenaars. Ook zijn grootvader Adrianus en zijn overgrootvader Adrianus, twee van zijn ooms Cornelis Willem en Nicolaas Ludolph en zijn neef Cornelis Willem beoefenden de schilder- en tekenkunst.
Hoevenaar werd als schilder en tekenaar opgeleid door zijn vader. Hij schilderde genrestukken, stillevens en stadsgezichten. Zijn werk werd onder meer tentoongesteld in in Amsterdam, Den Haag en Leeuwarden. Hij woonde en werkte in zijn geboorteplaats Utrecht. In deze stad was hij lid van het schilder- en teekengenootschap Kunstliefde. Aan dit genootschap was hij ook verbonden als tekenleraar. Onder zijn leerlingen bevond zich onder anderen Arthur Briët en Gerrit van Dokkum. Werken van Hoevenaar bevinden zich onder meer in de collecties van het Centraal Museum te Utrecht en het Rijksmuseum te Amsterdam.
Hoevenaar trouwde op 21 januari 1881 te Utrecht met zijn nicht Cornelia Wilhelmina Hoevenaar, dochter van zijn oom de kunstschilder Cornelis Willem Hoevenaar en van Elisabetha Weegenaar.  Hoevenaar overleed in juli 1926 op 85-jarige leeftijd in zijn woonplaats Utrecht.